# Кваснюв-Гурни
Кваснюв-Гурни (пол. Kwaśniów Górny) — село в Польщі, у гміні Ключе Олькуського повіту Малопольського воєводства. Населення — 857 осіб (2011).
У 1975-1998 роках село належало до Катовицького воєводства.

## Демографія
Демографічна структура станом на 31 березня 2011 року:
|          | Загалом | Допрацездатний вік | Працездатний вік | Постпрацездатний вік |
| -------- | ------- | ------------------ | ---------------- | -------------------- |
| Чоловіки | 414     | 74                 | 280              | 60                   |
| Жінки    | 443     | 83                 | 257              | 103                  |
| Разом    | 857     | 157                | 537              | 163                  |